# Coupe continentale de hockey sur glace 2006-2007
Navigation
Édition 2005-2006 Édition 2007-2008
La saison 2006-2007 est la 10e édition de la Coupe continentale de hockey sur glace.

## Premier tour
Le premier tour s'est joué entre le 22 et le 24 septembre 2006.

### Groupe A
Le groupe A a joué ses matchs à Bucarest.
Équipes engagées
- Uratu HC (Arménie)
- HC Academica Sofia (Bulgarie)
- CSA Steaua Bucarest (Roumanie)
- HK Slavija (Slovénie)

Résultats
- CS Progym Gheorghieni 1-11 CSA Steaua Bucarest
- HC Academica Sofia 0-9 Slavija
- Slavija 2-1 CS Progym Gheorghieni
- CSA Steaua Bucarest 12-0 HC Academica Sofia
- HC Academica Sofia 1-5 CS Progym Gheorghieni
- CSA Steaua Bucarest 5-4 Slavija

Classement
Seulement trois équipes sont classées dans ce groupe, l'équipe du CS Progym Gheorghieni venant remplacer l'Uratu HC absent.
| Place | Équipe               | PJ | V | VP | DP | D | BP | BC | Pts |
| ----- | -------------------- | -- | - | -- | -- | - | -- | -- | --- |
| 1     | CSA Steaua Bucarest  | 2  | 2 | 0  | 0  | 0 | 17 | 4  | 6   |
| 2     | HK Slavija Ljubljana | 2  | 1 | 0  | 0  | 1 | 13 | 5  | 3   |
| 3     | HC Academica Sofia   | 2  | 0 | 0  | 0  | 2 | 0  | 21 | 0   |

### Groupe B
Le groupe B s'est disputé à Belgrade.
Équipes engagées
- Polis Akedemisi Ankara (Turquie)
- White Caps Turnhout (Belgique)
- KHL Medveščak (Croatie)
- Partizan Belgrade (Serbie)

Malgré tout, seulement deux équipes sont officiellement classées : les White Caps Turnhout déclarent forfait, le Partisan invite donc l'Étoile rouge de Belgrade en remplacement mais les représentants de ces derniers n'envoient pas assez de joueurs dans l'effectif. De plus le KHL Medveščak envoie une équipe de cadets incomplète.
Résultats
- Étoile rouge 5-3 KHL Medveščak
- Partizan Belgrade 20-0 Polis Akedemisi Ankara
- KHL Medveščak 15-3 Polis Akedemisi Ankara
- Étoile rouge 1-7 Partizan Belgrade
- Polis Akedemisi Ankara 2-10 Étoile rouge
- Partizan Belgrade 9-2 KHL Medveščak

Classement
| Place | Équipe                 | PJ | V | VP | DP | D | BP | BC | Pts |
| ----- | ---------------------- | -- | - | -- | -- | - | -- | -- | --- |
| 1     | Partizan Belgrade      | 1  | 1 | 0  | 0  | 0 | 20 | 0  | 3   |
| 2     | Polis Akademisi Ankara | 1  | 0 | 0  | 0  | 1 | 0  | 20 | 0   |

## Deuxième tour
Le second tour a été joué du 13 au 15 octobre 2006.

### Groupe C
Le groupe C s'est disputé a disputé à Rouen.
- EC Red Bull Salzbourg (Autriche)
- SønderjyskE Ishockey (Danemark)
- Nottingham Panthers (Grande-Bretagne)
- Rouen hockey élite 76 (France)

Résultats
- SonderjyskE - Red Bull Salbourg 4-5 a.p.
- Nottingham - Rouen 2-6
- Red Bull Salbourg - Nottingham 5-2
- Rouen - SonderjyskE 2-5
- Nottingham - SonderjyskE 2-4
- Rouen - Red Bull Salbourg 0-6

| Pl. |                       | J | V | VP | VF | F | Diff  | Points |
| 1.  | EC Red Bull Salzbourg | 3 | 2 | 1  | 0  | 0 | 16:06 | 8      |
| 2.  | SønderjyskE Ishockey  | 3 | 2 | 0  | 1  | 0 | 13:09 | 7      |
| 3.  | Dragons de Rouen      | 3 | 1 | 0  | 0  | 2 | 08:13 | 3      |
| 4.  | Nottingham Panthers   | 3 | 0 | 0  | 0  | 3 | 06:15 | 0      |

### Groupe D
Le groupe D s'est disputé à Cracovie.
- Kazakhmys Karaganda (Kazakhstan)
- CG Puigcerdà (Espagne)
- KS Cracovia Kraków (Pologne)
- Gagnant du groupe A : Steaua Bucarest (Roumanie)

Résultats
- Puigcerda - Steaua 1-10
- Cracovia - Kazakhmys 2-4
- Steaua - Kazakhmys 1-4
- Cracovia - Puigcerda 6-2
- Kazakhmys - Puigcerda 12-0
- Steaua - Cracovia 2-6

| Pl. |                     | J | V | VP | VF | F | Diff  | Points |
| 1.  | Kazakhmys Karaganda | 3 | 3 | 0  | 0  | 0 | 20:03 | 9      |
| 2.  | KS Cracovia Kraków  | 3 | 2 | 0  | 0  | 1 | 14:08 | 6      |
| 3.  | Steaua Bucarest     | 3 | 1 | 0  | 0  | 2 | 13:11 | 3      |
| 4.  | CG Puigcerdà        | 3 | 0 | 0  | 0  | 3 | 03:28 | 0      |

### Groupe E
Le groupe E s'est disputé à Elektrenai.
- HK Riga 2000 (Lettonie)
- HK Sokol Kiev (Ukraine)
- SC Energija (Lituanie)
- Gagnant du groupe B : Partizan Belgrade (Serbie)

Résultats
- Partizan Belgrade - Sokol Kiev 0-11
- Energija Elektrenai - Riga 2000 3-8
- Riga 2000 - Partizan Belgrade 8-0
- Sokol Kiev - Energija Elektrenai 10-1
- Sokol Kiev - Riga 2000 3-2
- Energija Elektrenai - Partizan Belgrade 6-4

| Pl. |                   | J | V | VP | VF | F | Diff  | Points |
| 1.  | HK Sokol Kiev     | 3 | 3 | 0  | 0  | 0 | 24:03 | 9      |
| 2.  | HK Riga 2000      | 3 | 2 | 0  | 0  | 1 | 18:06 | 6      |
| 3.  | SC Energija       | 3 | 1 | 0  | 0  | 2 | 10:22 | 3      |
| 4.  | Partizan Belgrade | 3 | 0 | 0  | 0  | 3 | 04:25 | 0      |

## Troisième tour
Le troisième tour a été joué (17-19 novembre 2006). Ce tour a pris le nom de Groupe F et s'est joué à Minsk.
- Yunost Minsk (Biélorussie)
- Gagnant du groupe C : EC Red Bull Salzbourg (Autriche)
- Gagnant du groupe D : Kazakhmys Karaganda (Kazakhstan)
- Gagnant du groupe E : HK Sokol Kiev (Ukraine)

Résultats
- Kazakhmys - Sokol Kiev 6-2
- Yunost Minsk - Red Bull Salzbourg 1-0
- Red Bull Salzbourg - Kazakhmys 2-7
- Sokol Kiev - Yunost Minsk 2-7
- Red Bull Salzbourg - Sokol Kiev 6-3
- Yunost Minsk - Kazakhmys 2-1 ja.

| Pl. |                       | J | V | VP | VF | F | Diff  | Points |
| 1.  | Yunost Minsk          | 3 | 2 | 1  | 0  | 0 | 10:03 | 8      |
| 2.  | Kazakhmys Karaganda   | 3 | 2 | 0  | 1  | 0 | 14:06 | 7      |
| 3.  | EC Red Bull Salzbourg | 3 | 1 | 0  | 0  | 2 | 08:11 | 3      |
| 4.  | HK Sokol Kiev         | 3 | 0 | 0  | 0  | 3 | 07:19 | 0      |

## Superfinale
Le groupe final s'est joué sur trois jours du 5 au 7 janvier 2007 sous le nom de groupe G, disputé à Székesfehérvár.
- Alba Volan Székesfehérvár (Hongrie)
- Avangard Omsk (Russie)
- Ilves Tampere (Finlande)
- Gagnant du groupe F : Yunost Minsk (Biélorussie)

Résultats
- Ilves - Junost Minsk : 2-3
- Alba Volan - Omsk : 2-6
- Ilves - Omsk : 1-4
- Junost Minsk - Alba Volan : 5-2
- Omsk - Junost Minsk : 0-1 a.p.
- Alba Volan-Ilves :1-5

| Pl. |                           | J | V | VP | VF | F | Diff  | Points |
| 1.  | Yunost Minsk              | 3 | 2 | 1  | 0  | 0 | 09:04 | 8      |
| 2.  | Avangard Omsk             | 3 | 2 | 0  | 1  | 0 | 10:04 | 7      |
| 3.  | Ilves Tampere             | 3 | 1 | 0  | 0  | 2 | 08:08 | 3      |
| 4.  | Alba Volán Székesfehérvár | 3 | 0 | 0  | 0  | 3 | 05:16 | 0      |

Le Yunost Minsk remporte l'édition 2006-2007.
Meilleurs joueurs
- Meilleur joueurs : Konstantin Gorovikov (Omsk)
- Meilleur gardien : Pasi Häkkinen (Ilves Tampere)
- Meilleur défenseur : Vladimir Kopat (Minsk)
- Meilleur attaquant : Artiom Tchoubarov (Omsk)
- Meilleur jeune : Pasi Tuominen (Ilves Tampere)

### Vainqueurs
| Vainqueurs de la Coupe continentale HK Younost Minsk | Gardiens : Stepan Goryachevskikh, Edgars Masaļskis Défenseurs : Siarhei Pakline - Siarhei Erkovich - Igor Khatseï - Ievgueni Krivomaz - Nikolaï Stassenko - Oleg Leontiev - Andreï Karev - Vladimir Kopat Attaquants : Mikhaïl Boutourline - Artsyom Volkaw - Igor Androuchtchenko - Vladislav Klochkov - Oleg Vochtchenikine - Sergueï Salnikov - Mikelis Redlihs - Stepan Ponomarev - Andreï Kovaliov - Tomas Chlubna - Aliaksei Krutsikau - Sergueï Chitkovski - Aliaksei Iefimenko Entraîneur : Mikhail Zakharaw |